# カール・ミュラー (画家)
カール・ミュラー（Karl Müller または Carl Müller、1818年10月29日 - 1893年8月15日）は、ドイツの画家である。「ナザレ派」の画家たちの影響を受けて宗教画を描いた。

## 略歴
ドイツ中央西部のダルムシュタットで生まれた。父親のフランツ・ヒューベルト・ミュラー (Franz Hubert Müller: 1784–1835) はヴァルデック侯国の宮廷画家やダルムシュタットの美術館長を務めた画家で、画家になった2人の兄のアンドレアス・ミュラー (Andreas Müller: 1811-1890) とコンスタンティン・ミュラー (Constantin Müller: 1815-1849) と同じように、父親から絵を学んだ後、1835年にデュッセルドルフ美術アカデミーに入学し、カール・フェルディナンド・ゾーンに学んだ後、1836年から「ナザレ派」の画家、フリードリッヒ・ヴィルヘルム・フォン・シャドーに学んだ。1839年にシャドーと先輩学生のフランツ・イッテンバッハ (Franz Ittenbach: 1813-1879) とともに15世紀のフレスコ画の技術を学ぶためにイタリアに旅した。 
1840年から1842年の間、ローマに滞在し、ナザレ派の画家のペーター・フォン・コルネリウス (1783-1867) やヨハン・フリードリヒ・オーファーベック (1789-1869) と知り合った。ローマからトスカーナ、ウンブリアへも旅した。
1843年の春にはミュンヘンの聖ルートヴィッヒ教会 (Ludwigskirche) のコルネリウスが制作した壁画を研究した。1844年から1850年の間、エルンスト・デーガー (Ernst Deger: 1809-1885)、イッテンバッハ、兄のアンドレアスとともに、レマーゲン（現ラインラント＝プファルツ州）の聖アポリナリス教会 (Apollinariskirche) の装飾画を制作し、これは後期ナザレ派の絵画の代表的な作品とされている 。1857年にデュッセルドルフ美術アカデミーの歴史画の教授となり、ラインラント＝ヴェストファーレン美術協会 (Kunstverein für die Rheinlande und Westfalen) の理事になった。この頃からフランス、マルセイユのノートルダム・ド・ラ・ガルド聖堂の装飾画を描く準備をしていたがこれは資金不足や普仏戦争のために実現しなかった。1895年から1908年の間、デュッセルドルフ美術アカデミーは複数の理事によって管理されていたが、カール・ミュラーはヘルマン・ヴィスリツェヌス (Hermann Wislicenus: 1825–1899) の後任として1883年から1893年の間、理事長と「Antikensaal（古美術ホール）」の館長を務めた。
1893年にバート・ノイェンアール＝アールヴァイラーで亡くなった。 宗教画の他、肖像画も描いた。作品は版画にされて出版された。

## 作品

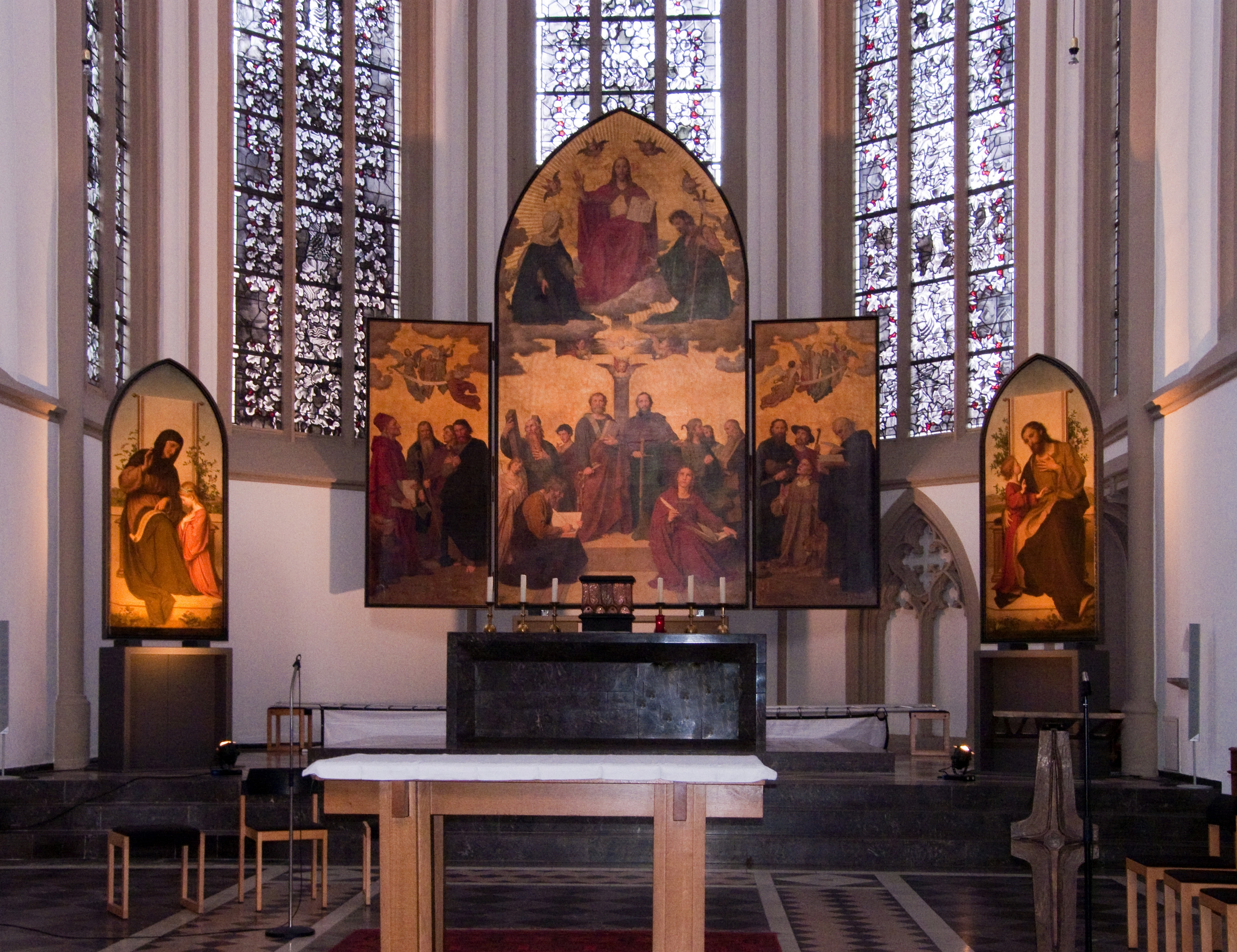
ボンの教会の祭壇画
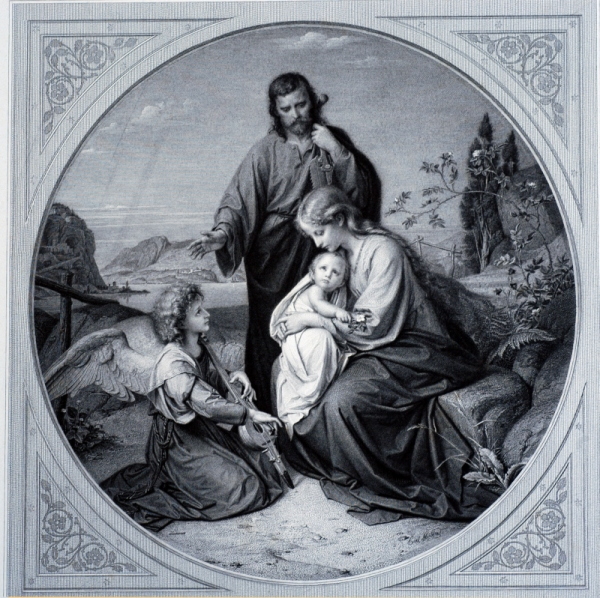
ミュラーの原画による版画　聖家族（製版はJosef Kohlschein）
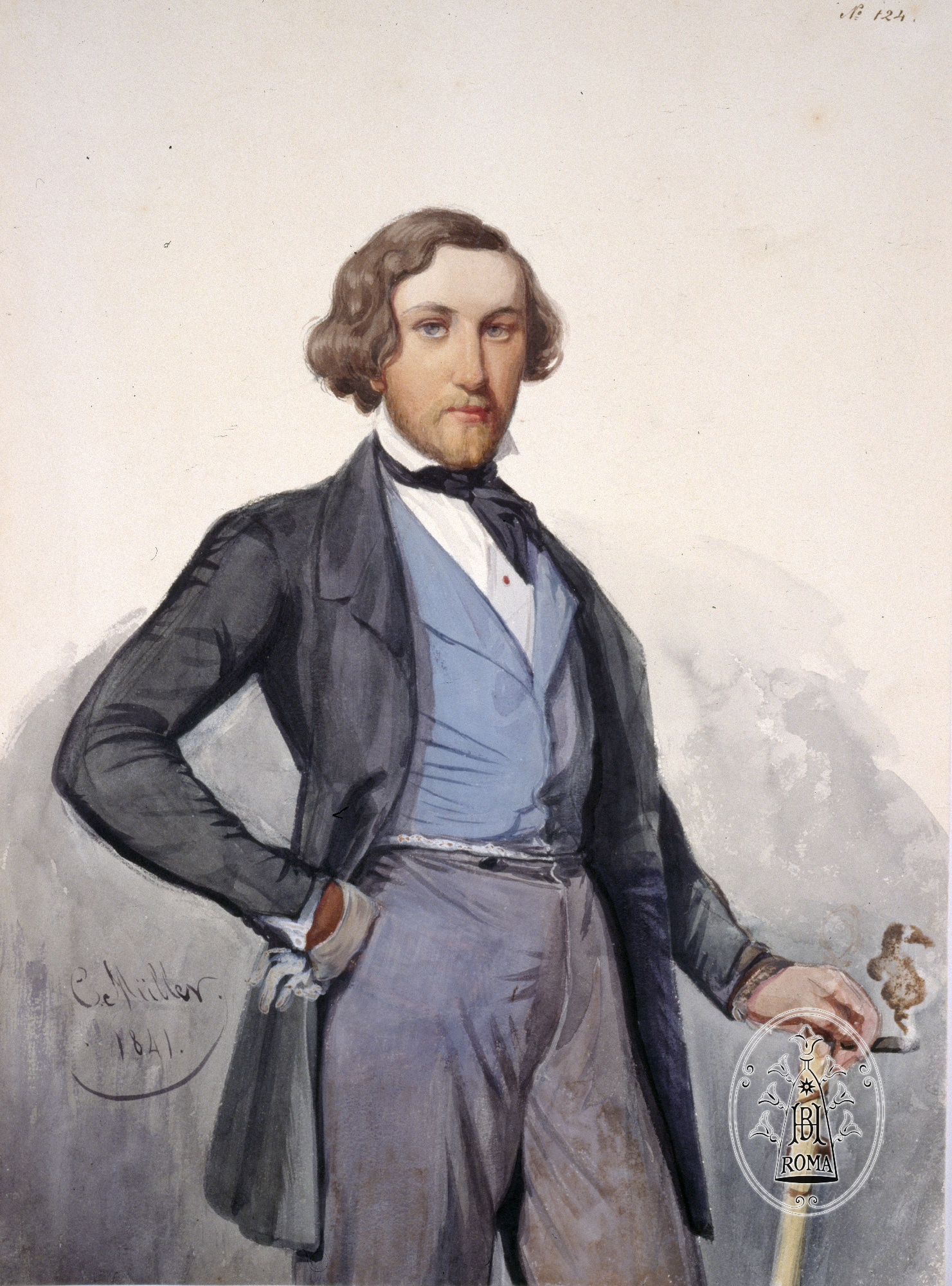
画家 Bernhard Friesの肖像画　(1841)